# Zeno Colò
Zeno Colò (30. června 1920, Cutigliano, Itálie – 12. května 1993, San Marcello Pistoiese) byl italský reprezentant v alpském lyžování.
V roce 1947 vytvořil světový rekord v rychlostním lyžování 159,291 km/h. Startoval na olympiádě 1948, kde skončil ve slalomu na čtrnáctém místě. Na mistrovství světa v alpském lyžování 1950 v Aspenu vyhrál závody ve sjezdu a obřím slalomu a byl druhý ve slalomu. Na olympiádě 1952 v Oslo vyhrál sjezd, ve slalomu i obřím slalomu skončil na čtvrtém místě. V roce 1954 byl distancován za porušení amatérských pravidel, ukončil závodní kariéru a živil se jako lyžařský instruktor. Na jeho počest pojmenoval v roce 1998 astronom Luciano Tesi nově objevenou planetku 58709 Zenocolò.